# Aleksandr Abramow (1895–1937)
Aleksandr Łazariewicz Abramow (Abramow-Mirow) (ros. Александр Лазаревич Абрамов (Абрамов-Миров); ur. 19 października 1895 w Szawlach, zm. 25 listopada 1937 w Moskwie) – radziecki działacz partyjny i wojskowy, komisarz pułkowy (1936); jeden z kierujących wywiadem radzieckim.

## Życiorys
Syn kupca. Członek Rosyjskiej Socjal-Demokratycznej Partii Robotniczej od 1916, bolszewik. Studiował w Niemczech. Uczestnik walk 1917 o władzę radziecką w Moskwie.
Od 1921 pracownik dyplomatyczny i działacz Komitetu Wykonawczego Kominternu w Berlinie, pracownik wydziału wydawnictw poselstwa ZSRR. W latach 1926–36 kierownik Wydziału Łączności Międzynarodowej Komitetu Wykonawczego Kominternu (tajnej służby, organu radzieckiego wywiadu), od listopada 1935 zastępca szefa Służby Łączności Komitetu Wykonawczego Kominternu.
5 września 1936 zastępca szefa 4 Zarządu (Wywiadowczego) Sztabu Generalnego Robotniczo-Chłopskiej Armii Czerwonej (RKKA), kierownik kierunku hiszpańskiego. Jeden z głównych organizatorów pracy wywiadowczej w czasie wojny domowej w Hiszpanii
21 maja 1937 został aresztowany, 25 listopada 1937 skazany na karę śmierci i rozstrzelany .
W 1958 rehabilitowany.